# Агама стеліон
Ага́ма стеліо́н (Laudakia stellio) — представник роду азійських гірських агам з родини агамових. Має 7 підвидів. Інша назва «агама—гардун».

## Опис
Загальна довжина досягає 30—35 см. Голова, тулуб та основа хвоста сплощені. Луска на верхній стороні різнорідні. Уздовж хребта проходить рядок великих, неправильної форми кілеватих щитків. Луски на хвості з гострими ребрами, розташовані правильними кільцями, по 2 на кожен сегмент.
Колір шкіри сіруватий або коричневий з крапом блакитного, жовтого, чорного та білого забарвлення. Уздовж хребта розташовано рядок з 4-5 великих плям жовтого, рудого або блакитного кольору. На хвості та верхній стороні лап є темні поперечні смуги. У самців черевні й преанальні залози жовтуватого кольору.

## Поширення
Мешкає у Греції, на островах Егейського моря, у Туреччині, Лівані, Сирії, Ізраїлі, Йорданії, Північному Єгипті.

## Спосіб життя
Полюбляє гірську місцину. Дотримується головним чином скель, кам'янистих розсипів з розрідженою рослинністю, глинястих та лесових схилів біля гирл пересихаючих річок. Не уникає і населених пунктів, де селиться у будівлях людини. Ховається в ущелинах в скелях так порожнинах між камінням. Часто залазить на дерева, ховаючись в дуплах. Харчується комахами.
Це яйцекладна ящірка. Самиця відкладає 8—10 яєць.

## Охорона
Агама стеліон занесена до Додатку ІІ Бернської конвенції (охоронна категорія: вид підлягає особливій охороні).

## Підвиди
- Laudakia stellio brachydactyla
- Laudakia stellio cypriaca
- Laudakia stellio daani
- Laudakia stellio picea
- Laudakia stellio salehi
- Laudakia stellio stellio
- Laudakia stellio vulgaris